# Henri-François Van Aal
Henri-François (Enrique-Francisco) Van Aal (4. ledna 1933 Alicante, Španělsko – 19. srpna 2001 Alicante) byl belgický frankofonní žurnalista a politik vlámského a španělského původu.
Působil jako moderátor televizních vysílání, přednášel o informatice na Katolické univerzitě v Lovani.
V letech 1971–1978 byl poslancem za křesťansko-sociální stranu Centre démocrate humaniste. V 70. a 80. letech působil ve funkci státního tajemníka (ministra zahraničních věcí, ministra kultury a náměstka ministra pro Brusel).